# Timbres de France 1860
Cet article recense les timbres de France émis en 1860 par l'administration des postes.
Aucun timbre n'est émis en 1861, se reporter à Timbres de France 1862 pour la suite.

## Généralités

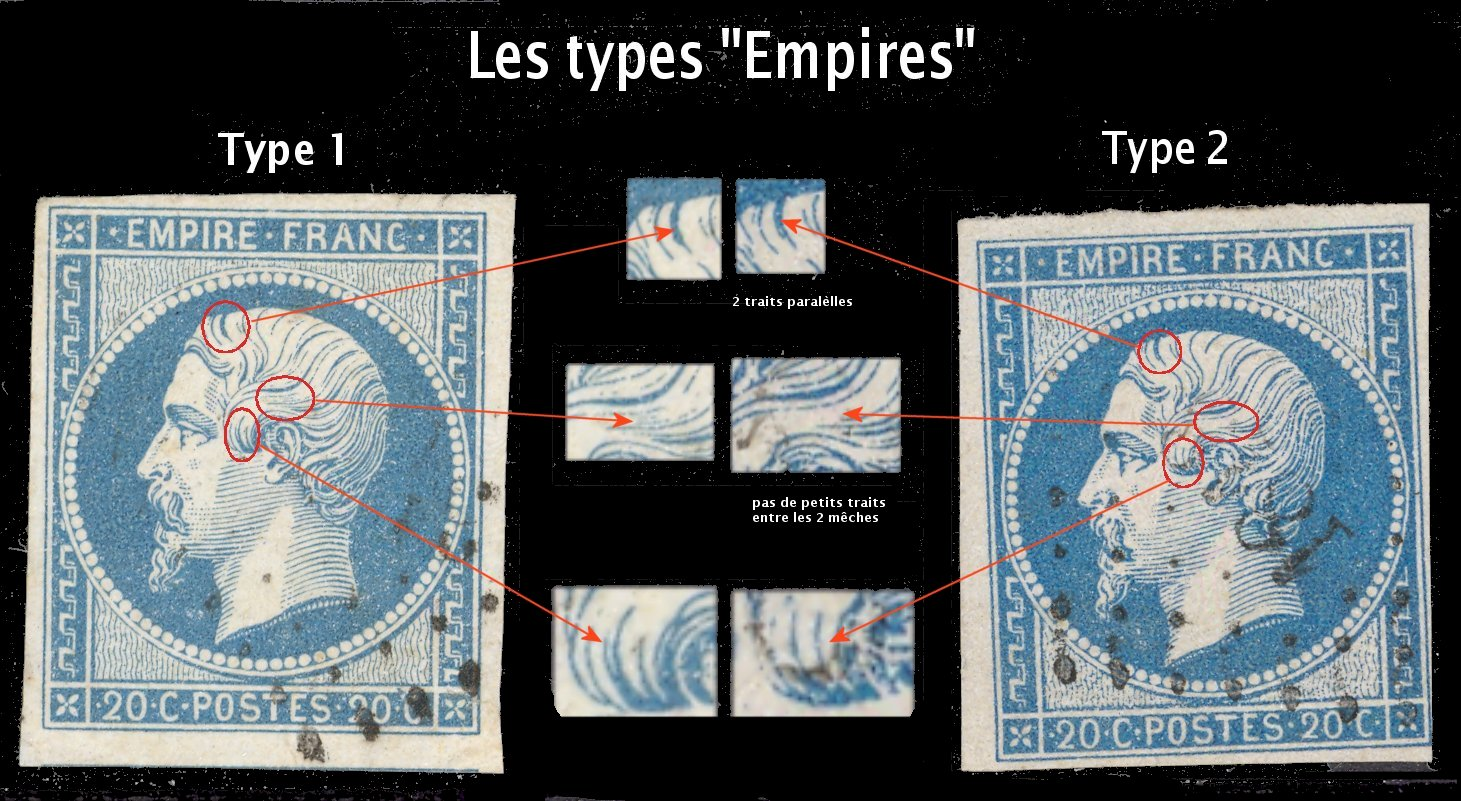
Les deux sous-types de la série Empire.

Les émissions portent la mention « EMPIRE FRANC », référence au régime politique du Second Empire. La valeur faciale libellée en centimes (C).
Si le 1 centime est un nouveau timbre, les autres valeurs mise en circulation en septembre 1860 sont des variations de deux anciens timbres. Dans le cas du 10 centimes brun clair et du 20 centimes bleu de 1860, les philatélistes les dénomment « type 2 » car leur dessin présente des différences : de petits détails démontrent que l'ensemble du matériel d'impression (gravure, poinçon, galvano, etc. ) a été refait, probablement à la suite de l'usure du matériel originel.

## Légende
Pour chaque timbre, le texte rapporte les informations suivantes :
- date d'émission, valeur faciale et description,
- formes de vente,
- artistes concepteurs et genèse du projet,
- date de retrait, tirage et chiffres de vente,

ainsi que les informations utiles pour une émission donnée.

## Septembre

### Napoléon III,10 centimesbistre, type 2

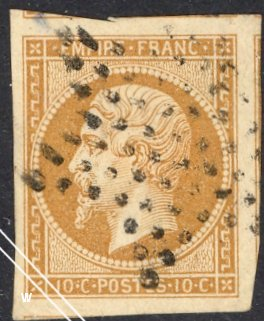
Napoléon III, 10 centimes bistre, type 2.

En septembre, est mis en circulation un timbre non dentelé de 10 centimes brun clair à l'effigie de l'empereur Napoléon III et légendé « EMPIRE FRANC ». Il se substitue au timbre presque identique de 10 centimes bistre émis en décembre 1853 : la nuance de couleur change et le 10 centimes de 1860 est au type 2 car le poinçon nécessaire à la fabrication des galvanos a été refait. Bien que cette nouvelle gravure se veut aussi proche de l'original que possible, des différences se remarquent dans le dessin : à deux emplacements (sommet du front et à gauche de l'oreille), les traits représentant les cheveux sont différents entre les deux types. 
Le type Napoléon III « Empire » est dessiné et gravé par Jacques-Jean Barre. Le timbre est imprimé en typographie en feuille de trois cents exemplaires.
Le timbre est remplacé par un 10 centimes bistre dentelé en août 1862, sans interruption en fait des tirages ni modification des planches d'impression, la dentelure n'étant qu'une opération supplémentaire après impression et pas une nouvelle conception de figurines postales.
Le tirage total des deux types est connu : environ 223 millions de timbres, mais le décompte n'ayant pas été fait type par type, ou planche d'impression par planche d'impression, le tirage du type 2 est donc estimé à 76 800 000 de timbres.
En termes de cotations, les timbres au type 1 et au type 2 ont des valeurs proches, mais celles du type 2 sont un peu plus élevées en raison de sa plus courte durée d'utilisation.
La teinte, au cours des tirages, a peu changé pour le type 2 contrairement au type 1. La couleur varie du bistre au bistre brun, et bistre foncé, les papiers utilisés sont aussi très constants.

### Napoléon III,20 centimesbleu, type 2

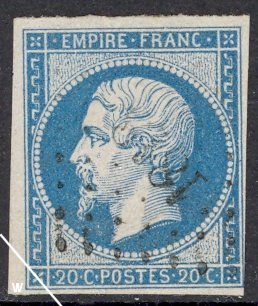
Empire, 20 centimes bleu, type 2.

En septembre, apparaît un timbre non dentelé de 20 centimes bleu à l'effigie de l'empereur Napoléon III et légendé « EMPIRE FRANC ». Pour réparer les galvanos nécessaires à l'impression, un nouveau poinçon est réalisé en 1860. Bien que la nouvelle gravure se veuille aussi proche du type 1 que possible, des différences se remarquent dans le dessin et fait de ce 20 centimes de 1860 un deuxième type : à deux emplacements (sommet du front et à gauche de l'oreille), les traits représentant les cheveux sont différents entre les deux types. Les deux types se retrouvent ensemble dans les feuilles imprimées.
Le type Napoléon III « Empire » est dessiné et gravé par Jacques-Jean Barre. Le timbre est imprimé en typographie en feuille de trois cents exemplaires.
Le timbre est remplacé par un 20 centimes bleu dentelé en août 1862, sans interruption en fait des tirages ni modification des planches d'impression, la dentelure n'étant qu'une opération supplémentaire après impression et pas une nouvelle conception de figurines postales.
Si environ 1,24 milliard de 20 centimes bleu Empire sont imprimés de 1854 à 1862, ils sont environ 228 millions au type 2 contre 958 millions pour le type 1. Cette différence explique que les cotes du type 2 sont supérieures à celles du type 1.
Les teintes du timbre sont assez constantes, plus ou moins foncée, plus ou moins terne ou vif. Par contre le papier présente des variations notables : papier blanc, bleuté, lilas, vert et gris. Ces papiers teintés dans la masse (donc la couleur est visible aussi au dos d'un timbre sans gomme) sont recherchés par les collectionneurs.

## Novembre

### Napoléon III, 1 centime olive sur azuré

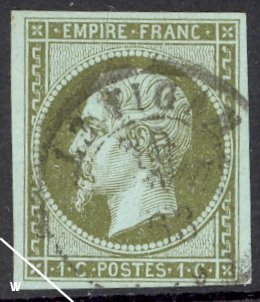
Empire, 1 centime vert olive.

Le 1er novembre, est émis un timbre non dentelé de 1 centime de couleur olive sur un papier teinté en bleu pendant sa fabrication (dit « olive sur azuré »). Il est à l'effigie de l'empereur Napoléon III et légendé « EMPIRE FRANC ».
Le type Napoléon III « Empire » est dessiné et gravé par Jacques-Jean Barre. Le timbre est imprimé en typographie en feuille de trois cents exemplaires.
Environ 174 millions de timbres sont imprimés. Avec les mêmes moyens d'impression, il est émis dentelé émis à partir d'octobre 1862.
Il sert à l'affranchissement des imprimés enveloppés dans une bande de papier et dont le port se calcule en centime par tranche de 5 grammes, depuis la loi du 25 juin 1856.
Des timbres-poste à 2 et 4 centimes sont aussi prévus, mais ne seront pas émis avec cette effigie.